# Torslanda socken
Torslanda socken i Bohuslän ingick i Västra Hisings härad, uppgick 1967 i Göteborgs stad och området ingår sedan 1971 i Göteborgs kommun (stadsdelen Torslanda) och motsvarar från 2016 Torslanda distrikt. 
Socknens areal är 23,07 kvadratkilometer varav 22,84 land. År 2000 fanns här 12 921 invånare.  Tätorterna Hjuvik, Andalen och Tumlehed samt tätorten Torslanda  med sockenkyrkan Torslanda kyrka ligger i socknen.

## Administrativ historik
Torslanda socken har medeltida ursprung. 
Vid kommunreformen 1862 övergick socknens ansvar för de kyrkliga frågorna till Torslanda församling och för de borgerliga frågorna bildades Torslanda landskommun. Landskommunen utökades 1952, uppgick 1967 i Göteborgs stad som 1971 ombildades till Göteborgs kommun. Församlingen uppgick 2010 i Torslanda-Björlanda församling. Området är numera en del av stadsdelen i Göteborg med namnet Torslanda. 
1 januari 2016 inrättades distriktet Torslanda, med samma omfattning som församlingen hade 1999/2000.
Socknen har tillhört län, fögderier, tingslag och domsagor enligt vad som beskrivs i artikeln Västra Hisings härad. De indelta båtsmännen tillhörde 2:a Bohusläns båtsmanskompani.

## Geografi och natur
Torslanda socken ligger väster om Göteborg på sydvästra Hisingen med viss skärgård. Socknen är en småkuperad bergsterräng med odlingsbygd i sänkor.
I socknen finns två naturreservat. Nordre älvs estuarium som delas med Björlanda socken i Göteborgs kommun, Harestads socken i Kungälvs kommun och Öckerö socken i Öckerö kommun ingår i EU-nätverket Natura 2000 medan Sillvik är ett kommunalt naturreservat.

## Fornlämningar
Omkring 170 fornlämningar är kända, av vilka cirka 100 är boplatser från stenåldern. I Tumlehed finns hällmålningar där fyra skepp, en hjort och fyra fiskar avbildas; dessa kan sannolikt också dateras till stenåldern. Ett flertal gravrösen på bergen är från bronsåldern, och från järnåldern finns spridda gravar och två fornborgar.

## Befolkningsutveckling
1810 uppgick befolkningen till 655 och 658 1820. Därefter minskade den till 594 1840 och ökade till 700 1880. Till 1910 minskade folkmängden på nytt till 551 för att sedan öka till 10 762 1990. Den stora expansionen ägde rum efter 1960 då folkmängden fortfarande var så låg som 787 invånare.

## Namnet
Namnet skrevs 1388 Thorlandum och kommer från kyrkbyn. Namnet innehåller gudanamnet Tor och land.